# 164
164 је била преступна година.

## Догађаји
- Цар Марко Аурелије даје своју ћерку Луцилу удају за свог ко-цара Луција Вера.
- Авидије Касије, један од војсковођа Луција Вера, прелази реку Еуфрат и упада у Партију.
- 164-165 - Римљани продиру у Вавилон и заузимају Селевкију и Ктесифон.
- Ктесифон је заробљен од стране Римљана, али се након завршетка рата враћа у Парте.
- Антонинов зид у Шкотској су напустили Римљани.
- Селеукија на Тигру је уништена. Међу војницима је избила епидемија.

## Рођења
- Пупијен и Балбин
- Макрин, римски император (217—218)

## Смрти
- Фелицита Римска хришћанска светитељка